# Ульканское муниципальное образование
Улька́нское муниципальное образование — муниципальное образование со статусом городского поселения в Казачинско-Ленском районе Иркутской области Российской Федерации.
Административный центр — посёлок городского типа Улькан. Включает 3 населённых пункта.

## История
Законом Иркутской области от 25 мая 2017 года № 32-ОЗ 10 июня 2017 года были преобразованы, путём их объединения, Тарасовское муниципальное образование и Ульканское муниципальное образование — в Ульканское городское муниципальное образование.

## Население
| 2010  | 2011  | 2012  | 2013  | 2014  | 2015  | 2016  | 2017  | 2020  |
| ----- | ----- | ----- | ----- | ----- | ----- | ----- | ----- | ----- |
| 5412  | ↘5404 | ↘5288 | ↘5187 | ↘4981 | ↘4948 | ↘4918 | ↘4902 | ↗5013 |
| 2021  |       |       |       |       |       |       |       |       |
| ↘4311 |       |       |       |       |       |       |       |       |

## Состав городского поселения
| № | Населённый пункт | Тип населённого пункта      | Население |
| - | ---------------- | --------------------------- | --------- |
| 1 | Тарасово         | село                        | ↘110      |
| 2 | Улькан           | пгт, административный центр | ↘4073     |
| 3 | Юхта             | деревня                     | ↘187      |